# Wilhelm Michaelsen
Pour les articles homonymes, voir Michaelsen.
Wilhelm Michaelsen (9 octobre 1860 à Hambourg-18 février 1937 à Hambourg) est l'un des pères de la biologie et de la systématique des vers de terre.

## Liste complète des travaux de Wilhelm Michaelsen

### 1885-1889
- 1. 1885. Vorläufige Mittheilungen über Archienchytraeus möbii, sp. n. Zoologischer Anzeiger, Leipzig 8: 237-239.
- 2. 1886. Über Enchytraeus moebii, Mich., und andere Enchytraeiden. Kiel: 1886.
- 3. 1886. Über Chylusgefäss systeme bei Enchytraeiden. Archiv für Mikroskopische Anatomie, Bonn 28: 292-304, 21 pls.
- 4. 1887. Enchytraeiden-Studien. Archiv für Mikroskopische Anatomie, Bonn 30: 366-378, 21 pl. (Translated in The Annals of Natural History, London (5), 20: 417-427).
- 5. 1888. Die Oligochaeten von Süd-Georgien. Jahrbuch der Hamburg 5: 55-72.
- 6. 1889. Die Gophyreen von Süd-Georgien nach der Ausbeute der Deutschen Station von 1882-1883. Jahrbuch der Hamburg 6: 70-84, 1 pl.
- 7. 1889. Oligochaeten des Naturhistorischen Museums in Hamburg. I. Jahrbuch der Hamburgischen Wissenschaftlichen Anstalten, Hamburg 6: 1-17, 1 pl.
- 8. 1889. Oligochaeten des Naturhistorischen Museums in Hamburg. II. Jahrbuch der Hamburgischen Wissenschaftlichen Anstalten, Hamburg 6: 59-69, 2 pls.
- 9. 1889. Synopsis der Enchytraeiden. Abhandlungen der Gesellschaft, Hamburg 11: 1-60, 1 pl.

### 1890-1894
- 10. 1890. Die Lumbriciden Norddeutschlands. Jahrbuch der Hamburg 7: 1-19.
- 11. 1890. Beschreibung der von Herrn Dr. Franz Stuhlmann im Mündungsgebiet des Sambesi gesammelten Terricolen. Mitteilungen aus dem Naturhistorischen Museum in Hamburg 7: 21-50, 4 pls.
- 12. 1890. Die Lumbriciden Mecklenburg's. Archiv des Vereins der Freunde der Naturgeschichte in Mecklenburg 44: 48-54.
- 13. 1890. Oligochaeten des Naturhistorischen Museums in Hamburg. III. Jahrbuch der Hamburg 7: 51-62.
- 14. 1891. Oligochaeten des Naturhistorischen Museums in Hamburg. IV. Jahrbuch der Hamburg 8: 42, 1 pl.
- 15. 1891. Beschreibung der von Herrn Dr. Fr. Stuhlmann auf Sansibar und dem gegenüberleigenden Festlandes gesammelten Terricolon. I. Übersicht über die Telendrilenen. II. Die Terricolen-Fauna Afrikas. Mitteilungen aus dem Naturhistorischen Museum in Hamburg 9: 3-72, 4 pls.
- 16. 1891. Terricolen der Berliner Zoologischen Sammlung. I. Afrika. Archiv für Naturgeschichte, Johannesburg 57: 205-228, Taf. 8.
- 17. 1891. Die Terricolen-Fauna der Azoren. Abhandlungen der Gesellschaft, Hamburg 11(2): 8.
- 18. 1892. Beschreibung der von Herrn Dr. Fr. Stuhlmann am Victoria Nyanza gesammelten Terricolen. Jahrbuch der Hamburgischen Wissenschaftlichen Anstalten 9(2): 29-42, 1 pl.
- 19. 1982. Terricolen der Berliner Zoologischen Sammlung (II). Archiv für Naturgeschichte, Berlin 57(2): 209-261, 13 pls. + 5 woodcuts.
- 20. 1892. Polychaeta von Ceylon. Jahrbuch der Hamburgischen Anatomischer 9(2): 91-113, 1 pl.
- 21. 1894. Die Regenwurm-Fauna von Florida und Georgia. Zoologische Jahrbücher, Abteilung für Systematik, Jena 10:177-194.
- 22. 1894. Lumbriciden. Semon's Zoologische Forschungsreisen in Australien und dem Malayischen Archipel. V. Systematik und Thiorgeographie. Denkschriften der Medizinisch-Naturwissenschaftlichen Gesellschaft zu Jena 8: 99-100.
- 23. 1894. Zur Systematik Regenwürmer. Abhandlungen der Gesellschaft, Hamburg 1894.

### 1895-1899
- 24. 1895. Zur Kenntnis der Oligochaeten. Abhandlungen und Verhandlungen des Naturwissenschaftlichen Vereins, Hamburg 13: 37 pp., 1 pl.
- 25. 1895. Regenwürmer aus Deutsch Ost-Afrika. Die Tierwelt Ost-Afrika. IV. Wirbellose Tiere. Geographisches Verlagshndl. Reimer, Berlin 8: 1-48, 2 pls.
- 26. 1896. Weilerer Beitrag zur Systematik der Regenwürmer. Abhandlungen der Gesellschaft, Hamburg 1896.
- 27. 1896. Oligochaeten. Ergebn. Zool. Forschungsr. in den Molukken und in Borneo (Kükenthal). Abhandlungen hrsg. von der Senckenbergischen Naturforschenden Gesellschaft, Frankfurt a. Main 23: 193-243, 13 pls., 1 fig.
- 28. 1897. Organisation einiger neuer oder wenigbekannter egenwürmer von Westindien und Südamerika. Zoologische Jahrbücher Abteilung für Anatomie, Jena 10: 359-388, 31 pls.
- 29. 1897. Die Terricolen des Madagassischen Inselgebiets. Abhandlungen hrsg. von der Senckenbergischen Naturforschenden Gesellschaft, Frankfurt a. Main 21: 217-252, 3 pls.
- 30. 1897. Die Polychaetenfauna der deutschen Moore einschliesslich der benachbarten und verbindenden Gebiete. Wissenschaftliche Meeresuntersuchgen der Kommission zur Wissenschaften Untersuchung der Deutschen Meere, Kiel & Leipzig (Neue Folge) 2(1): 1-216, Taf.1
- 31. 1897. Die Terricolenfauna Ceylons. Aus Natur und Museum, Frankfurt a. Main 14: 157-250, 1 pl.
- 32. 1897. Neue und wenig bekannte afrikanische Terricolen. Mitteilungen aus dem Naturhistorischen Museum in Hamburg 14: 1-71, pl. 1.
- 33. 1898. Die Oligochaeten der Sammlung Plate. Zoologische Jahrbücher, Abteilung für Systematik, Jena Suppl. 4 (Fauna Chilensis, 2): 471-480. 1 fig.
- 34. 1898. Grönlandische Anneliden. Bibliotheca Zoologica 20, Lfg. 4 Zoologische Ergebnisse Grönlandische Expedition Nach Dr. Vanhüffen's Sammlungen 9: 120-132, 3 figs.
- 35. 1898. Über eine neue Gattung und vier neue Arten der Unterfamilie Benhamini. 2 Beiheft Jahrbuch der Hamburgischen Wissenschaftliche Anstalten, Hamburg 15: 163-178, 5 figs.
- 36. 1899. Beitrage zur Kenntniss der Oligochäten. Zoologische Jahrbücher, Abteilung für Systematik, Jena 12: 105-144, 2 figs.
- 37. 1899. Revision der Kinbergischen Oligochaeten-Typen. Ofversigt Akademiens Fšrhandlingar, Stockholm 56: 413-448, 3 figs.
- 38. 1899. Terricolen von verschiedenen Gebieten der Erde. 2 Beiheft Jahrbuch der Hamburgischen Wissenschaftliche Anstalten, Hamburg 16: 1-122, 22 text-figs.
- 39. 1899. Oligochäten von den Inseln des Pacific, nebst Erorterungen zur Systematik der Megascoleciden. Jahrbuch der Hamburgischen Wissenschaftliche Anstalten, Hamburg 16: 211-246. [Ergebnisse einer Reise nach dem Pacific. Schauinsland 1896-97.]

### 1900-1904
- 40. 1900. Terricolen (Nachtrag). Hamburg. Magalhaens Sammelreise, Lief. V-3, Hamburg, 28 pp.
- 41. 1900. Die Lumbriciden-Fauna Nordamerikas. Abhandlungen der Gesellschaft, Hamburg 16: 22 pp.
- 42. 1900. Die Lumbriciden-Fauna Eurasiens. Annuaire du Museum de St.-Petersburg 5: 213-225.
- 43. 1900. Eine neue Eminoscolex - Art von Hoch - Sennaar. 2 Beiheft. Jahrbuch der Hamburgischen Wissenschaftliche Anstalten, Hamburg 17: 1-5.
- 44. 1900. Das Tierreich. 10, Oligochaeta. Berlin: R. Friedländer und Sohn xxix + 575 pp.
- 45. 1900. Zur Kenntnis der Geoscoleciden Südamerikas. Zoologischer Anzeiger, Leipzig 23: 53-56.
- 46. 1900. Zur Nomenclatur der Oligochaeten, eine Rechtfertigung. Zoologischer Anzeiger, Leipzig 23: 566-568.
- 47. 1900. Die Terricolen-Fauna Columbiens. Archiv für Naturgeschichte, Berlin 66: 231-266, 1 text-fig.
- 48. 1901. Neue Tubificiden des Niederelbgebietes. Abhandlungen der Gesellschaft, Hamburg (3) 8: 66-70.
- 49. 1902. Die Lumbriciden-Fauna Norwegens und ihre Beziehungen. Abdruck Verhandelingen der Naturwissenschaftlichen Vereins zu Hamburg 9(3): 1-13.
- 50. 1902. Die Oligochätenfauna des Baikal-Sees. Abdruck Verhandelingen der Naturwissenschaftlichen Vereins zu Hamburg 9(3): 43-60.
- 51. 1902. Der Einfluss der Eiszeit auf die Verbreitung der Regenwürmer. Abdruck Verhandelingen der Naturwissenschaftlichen Vereins zu Hamburg 9(3): 62-65.
- 52. 1902. Oligochäten der Zoologischen Museum zu St. Petersburg und Kiew. Bulletin de l'Académie de St.-Petersburg (5), 15: 137-215.
- 53. 1902. Neue Oligochäten und neue Fundorte altbekannter. Mitteilungen aus dem Naturhistorischen Museum in Hamburg 19: 1-54, 1 pl.
- 54. 1903. Die Oligochäten Nordost-Afrikas, nach den Ausbeuten der Herron Oscar Neumann und Carlos Freiherr von Erlanger. Zoologische Jahrbücher, Abteilung für Systematik, Jena 18(4-5): 435-556, pls 24-27.
- 55. 1903. Oligochäten. Mitteilungen aus dem Naturhistorischen Museum in Hamburg 19: 169-210, 1 pl.
- 56. 1903. Oligochäten der Zoologischen Museem zu St. Petersburg und Kiew. Bulletin de l'Académie de St.-Petersburg 15(5): 137-215.
- 57. 1903. Westafrikanische Oligochäten, gesammelt von Herrn Prof. Yngve Stöstedt. Arkiv för Zoologi, Stockholm 1: 157-169, 1 pl.
- 58. 1903. Die Oligochäten der Deutschen Tiefsee - Expedition nebst Erörterung der Terricolenfauna oceanischer Inseln; insbesondere der Inseln der subantarktischen meere. Wissenschaftliche Ergebnisse der Deutschen Tiefsee - Expedition auf dem Dampfer Valdivia, Jena 3, 4: 133, 22 pls.
- 59. 1903. Eine neue Haplotaxiden - Art und andere Oligochaeten aus dem Telezkischen See im nördlichen Altai. Verhandlungen des Vereins für Naturwissenschaftliche Unterhaltung zu Hamburg 10(3): 1-7.
- 60. 1903. (Vortrag.) Die Fauna des Baikal-Sees. Verhandlungen des Vereins für Naturwissenschaftliche Unterhaltung zu Hamburg 10(3): 17-20.
- 61. 1903. Oligochäten von Paradeniya auf Ceylon, ein Beitrag zur Kenntnis des Einflusses botanischer Gärten auf die Einschleppung peregriner Thiere. SB Böhmisch. Ges. Wiss. 55: 16 pp., 16 figs.
- 62. 1904. Revision der composition Styeliden oder Polyzoiner. Mitteilungen aus dem Naturhistorischen Museum in Hamburg 21: 1-124.
- 63. 1904. Über eine Triniphrus - Art von Ceylon. Mitteilungen aus dem Naturhistorischen Museum in Hamburg 21: 125-131.

### 1905-1909
- 64. 1905. Die Oligochaeten der deutschen Tief-See Expedition. Deutsche Südpolar Expedition, Ergebnisse 3: 133-166.
- 65. 1905. Catalogo de los Oligoquetos del territorio chileno-magallanico i descripción de especies nuevas. Revista Chilena de Historia Natural, Santiago de Chili 8: 262-322.
- 66. 1905. Die Oligochäten des Baikal-Sees. Wissenschaftliche Ergebnisse einer zoologischen Expedition nach dem Baikal-See unter Leitung von Alexis Korotneff i D.J., 1900-1902. Erste Leifarung. Kiew und Berlin: R. Friedländer und Sohn, 69 pp.
- 67. 1905. Zur Kenntnis der Naididen. (Paraguay Fauna). Zoologica, Stuttgart 17(1); Heft 44; 1905: 350-361.
- 68. 1905. Die Oligochaeten der Schwedischen Südpolar-Expedition. Wissenschaftliche Ergebnisse der Schwedischen Südpolar-Expedition, Stockholm 5(1905):1-12, 1 pl.
- 69. 1907. Oligochaeta für 1895, 1896 und 1897. Archiv für Naturgeschichte, Berlin 68(2), 1902 (1907), 14c: 1-40.
- 70. 1907. Neue Oligochäten von Vorder-Indien, Ceylon, Birma und den Andaman-Inseln. Jahrbuch der Hamburgischen Wissenschaftlichen Anstalten, Hamburg 24(2): 143-188.
- 71. 1907. Zur Kenntnis der deutschen Lumbriciden fauna. Jahrbuch der Hamburgischen Wissenschaftlichen Anstalten, Hamburg 24 (1906), 2: 189-193.
- 72. 1907. Regenwürmer von Erythraea nach der Ausbeute des Herrn Dr. K. Escherich. Verhandelingen des Vereins für Naturwissenschaftliche Unterhaltung zu Hamburg 13(1905-1907): 5-15.
- 73. 1907. Oligochaeten von Madagaskar, den Comdren und anderen Inseln des westlichen Indischen Ozeans. In: Reise in Ostafrika v. A. Voeltzkow, Bd. 2) Stuttgart: E. Schweizerbart 1907: 39-50.
- 74. 1907. Oligochaeta. (Fauna Südwest-Australiens, hrsg. V. W. Michaelsen und R. Hartmeyer, Bd. 1, Lfg.2) Jena: G. Fischer 1907: 117-232, 2 Taf.
- 75. 1907. Die Lumbricidien des Kaukasischen Museums in Tiflis. Mitteillungen der Kaukasischen Museum, Tiflis 3(2-3): 81-93.
- 76. 1907. Oligochaeta. Sjöstedts Kilimandjaro-Meru Expedition 22(1 Uppsala,): 1-10.
- 77. 1907. Oligochaeten von Natal und dem Zululand. African Zoology, Stockholm 4(4): 1-12, 1 pl.
- 78. 1907. Oligochaeten von Australien. Abhandlungen aus dem Gebiete der Naturwissenschaften, Hamburg 30(1): mit 1 Tafel und 9 Abbildungen im Text.
- 79. 1908. Pendulations - Theorie und Oligochäten, zugleich eine Erörterung der Grundzüge des Oligochäten - Systems. Jahrbuch der Hamburgischen Wissenschaftlichen Anstalten, Hamburg 25(2): 153-175.
- 80. 1908. Annelida. A. Oligochäten aus dem westlichen Kapland. In: Schltze, L., Zool. u. Anthrop. Ergebnisse e. Forschungsreise in Südafrika, Band 1, Lfg. 1) Denkschriften der Medizinisch-Naturwissenschaften Gesellschaft zu Jena 13: 29-42, 1 Taf.
- 81. 1908. Die Oligochäten Westindiens. Zoologische Jahrbücher, Abteilung für Systematik, Jena, Suppl. 11: 13-32, 1 Taf.
- 82. 1908. Zur Kenntnis der Tubificiden. Archiv für Naturgeschichte, Berlin 74(1): 129-162, 1 Taf.
- 83. 1908. Die Zoologische Reise des naturwissenschaftlichen Vereins nach Dalmatien im April 1906. B. Spezieller Teil. Bearbeitung des gesammelten Materiales. 8. Lumbricidae. Mitteilungen des Naturwissenschaftlichen Vereins an der Universität Wein 6: 117-119.
- 84. 1908. Oligochaeta für 1898, 1899 und 1900. Archiv für Naturgeschichte, Berlin 70(2): 1-56.
- 85. 1908. On two species of ocnerodrilids from Rhodesia. Buluwayo Proceedings of the Rhodesia Science Association 8: 98-99.
- 86. 1909. The Oligochaeta of India, Nepal, Ceylon, Burma and the Andaman Islands. Memoirs of the Indian Museum, Calcutta 1(3): 103-253, 13, 14 pls.
- 87. 1909. On a new Megascolex from Ceylon. Spolia Zeylanica, Colombo 6: 96-101, 4 diagrams.
- 88. 1909. Oligochaeta. In: Die Süsswasserfauna Deutschlands, Hrsg. V. Brauer. Jena: G. Fischer 13: 1-66.
- 89. 1909. Oligochaeta für 1901, 1902 und 1903. Archiv für Naturgeschichte, Berlin 71(2): 1-44.
- 90. 1909. Oligochaeta für 1904, 1905 und 1906. Archiv für Naturgeschichte, Berlin 73(2): 1-56.

### 1910-1914
- 91. 1910. Die Oligochäten fauna der vorderindisch-ceylonischen Region. Abdruck Verhandelingen der Naturwissenschaftlichen Vereins zu Hamburg 19(5): 1-108, 1 Taf.
- 92. 1910. Oligochäten von verschliedenen Gebieten. Mitteilungen aus dem Naturhistorischen Museum in Hamburg 27(2): 47-169, 1 pl.
- 93. 1910. Die Oligochäten des inneren Ostafrikas und ihre geographischen Beziehungen. Wissenschaftliche Ergebnisse des Deutschen Zentral-Afrika Expedition 1907-8, Leipzig 3: 1-90 [Leipzig: Klinkhardt & Biermann].
- 94. 1910. Oligochaeta. In: Sjöstedts Kilimandjaro-Meru Expedition, Stockholm 22(1): 1-10, 1 pl.
- 95. 1910. Notoscolex termiticola Mich. (Ein termitophiler Regenwurm). In: Escherich, K., Termitenleben auf Ceylon. Jena: G. Fischer 1911: 249-252.
- 96. 1910. Sur quelques Oligochètes de l'Équateur. Mesure Arc Méridien Equatorial Amérique du Sud (Zoologie) 9(3) 127-138.
- 97. 1910. Oligochäten von den Aru-und Kei-Inseln. (Ergebnisse E. Zool. Forschungsreise v. H. Merton). Abhandlungen hrsg. von der Senckenbergischen Naturforschenden Gesellschaft, Frankfurt a. Main 33: 248-261.
- 98. 1910. Zur Kenntnis der Lumbriciden und ihrer Verbreitung. Annuaire du Musée Zoologique de l'Académie Impériale des Sciences, St.-Petersburg 15: 1-74.
- 99. 1910. Oligochaeta für 1907. Archiv für Naturgeschichte, Berlin 74(2): 1-19.
- 100. 1910. Oligochaeta für 1908. Archiv für Naturgeschichte, Berlin 75(2): 1-10.
- 101. 1911. Zur Kenntnis der Eodrilaceen und ihrer Verbreitungsverhältnisse. Zoologische Jahrbücher, Abteilung für Systematik, Jena 30: 527-572, 15 Taf.
- 102. 1911. Oligochaeta für 1909. Archiv für Naturgeschichte, Berlin 76(2): 160-175.
- 103. 1911. Litorale Oligochäten von der Nordküste Russlands. Travaux de la Société Impériale des Naturalistes de St.-Petersburg 42: 106-110.
- 104. 1912. Oligochaeta für 1910. Archiv für Naturgeschichte, Berlin 77(6): 132-156.
- 105. 1912. Über einige zentralamerikanische Oligochäten. Archiv für Naturgeschichte, Berlin 78(9): 112-129, 1 Taf.
- 106. 1912. Oligochäten vom Kenia-Distrikt im Britisch Ostafrika, gesammelt von der Schwedischen Zoologischen Expedition 1911. Arkiv för Zoologi, Stockholm 7(32): 1-3, 1 Taf.
- 107. 1913. Oligochäten vom tropischen und südlich-subtropischen Afrika. Teil 1. Zoologica, Stuttgart 67(26): 139-170, 1 Taf.
- 108. 1913. Oligochäten vom tropischen und südlich-subtropischen Afrika. Teil 2. Zoologica, Stuttgart 68(1): 1-33
- 109. 1913. The Oligochaeta of Natal and Zululand. Annals of the Natal Government Museum, Pietermaritzburg 13: 397-458, 23 pls.
- 110. 1913. Report upon the Oligochaeta in the South African Museum at Cape Town. Annals of the South African Museum, Cape Town 13: 43-62.
- 111. 1913. Die Oligochäten von Neu-Caledonien und den benachbarten Inselgruppen. In: Sarasin, F. und T. Roux, Nova Caledonia A (Zoologie) Weisbaden: C.W. Kreidel 1(3): 171-280, 2 Taf.
- 112. 1913. Die Oligochäten des Kaplandes. Zoologische Jahrbücher, Abteilung für Systematik, Jena 34: 473-556, 1 Taf.
- 113. 1913. Oligochäten von Travancore und Borneo. Jahrbuch der Hamburgischen Wissenschaftlichen Anstalten, Hamburg 30(2): 73-92.
- 114. 1914. Die Oligochäten Colombias. In: Voyage d'exploration scientifique en Colombie. Mémoires de la Société des Sciences Naturelles de Neuchâtel 5: 202-252, 8 pls.
- 115. 1914. Oligochäten aus dem tropischen Westafrika gesammelt von Prof. F. Silvestri. Bollettino del Laboratorio di Zoologia, Portici 9: 171-185.
- 116. 1914. On two new species of Pheretima from Borneo. Sarawak Museum Journal, Sawark 2: 59-64.
- 117. 1914. Oligochaeta. In: Beiträge zur Kenntnis der Land - u. Süsswasserfauna D.-Südwestafrikas. (Hrsg. Von W. Michaelsen, Lief 1: 137-182, 4 Taf.) Hamburg: L. Friederichsen & Co.
- 118. 1914. Ein neuer Regenwurm aus Griechenland. Verhandlungen der Zoologisch-Botanischen Gesellschaft in Wien 64: 8-9.
- 119. 1914. Die Oligochaeten des Süsswassers gesammelt von der deutschen Südpolar-expedition. Deutsche Südpolar-expedition 1901-1903. Zoologie 8, 16(1), 95 p.
- 120. 1914. Oligochäten vom tropischen Afrika. Mitteilungen aus dem Naturhistorischen Museum in Hamburg 31(2): 81-127, 1 pl.

### 1915-1919
- 121. 1915. Vers. II Oligochètes. In: Résultats scientifiques, voyage de Ch. Alluaud et R. Jeannel en Afrique orientale, 1911-1212, Paris, pp. 23–42, 2 pls.
- 122. 1915. Zentralafrikanische Oligochäten. Wissenschaftliche Ergebnisse der Zweiten Deutschen Zentral-Afrika-Expedition 1910-1911, Leipzig Teil 1, Zoologie 8, 1(1): 185-317, 14-18 pls.
- 123. 1916. Oligochaeten, Ginsberger naturgeschichte der Scoglien Süddalmatiens. 9. Denkschriften Akademie der Wissenschaften, Wien 92: 335.
- 124. 1916. Oligochaeten aus dem Naturhistorischen Reichsmuseum zu Stockholm. Arkiv för Zoologi, Stockholm 10(1-2): 1-21.
- 125. 1916. Ein eigenthümlicher neuer Enchytraeidae der Gattung Propappus aus der Niederelbe. Verhandelingen des Vereins für Naturwissenschaftliche Unterhaltung zu Hamburg 3(23): 51-55.
- 126. 1916. Results of Dr. E. Mjöberg's Swedish Scientific Expedition to Australia 1910-1913. XIII. Oligochäten. Kungliga Svenska Vetenskapsakademiens Handlingar, Stockholm 52(13): 1-74, 1 pl.
- 127. 1918. Die Lumbriciden, mit besonderer Berücksichtigung der Bisher als Familie Glossoscolecidae zusammengefassten Unterfamilien. Zoologische Jahrbücher, Abteilung für Systematik, Jena 41: 1-398, 1-2 pls.
- 128. 1919. Über die Beziehungen der Hirudineen zu den Oligochäten. Jahrbuch der Hamburgischen Wissenschaftlichen Anstalten, Hamburg 36: 131-153.

### 1920-1924
- 129. 1921. Zur Stammgeschichte und Systematik der Oligochäten, insbesondere der Lumbriculiden. Archiv für Naturgeschichte, Berlin 86(8): 130-141.
- 130. 1921. Neue und wenig bekannte Oligochäten aus skandinavischen Sammlungen. Arkiv för Zoologi, Stockholm 13(9): 1-25.
- 131. 1921. Oligochaeten von Juan Fernandez und der Oster Insel. In: Uppsala: The Natural History of Juan Fernandez and Easter Island. (ed. C. Skottsberg) 3: 31-32.
- 132. 1922. Sammlungen der Schwedischen Elgon-Expedition im Jahre, 1920. II. Oligochäten. Arkiv för Zoologi, Stockholm 14(6): 1-19.
- 133. 1922. Oligochäten aus dem Rijks-Museum van natuurlijke Historie su Leiden. Capita Zoologica, 's-Gravenhage (Pt. 1) 3: 1-72, 22 textfigs.
- 134. 1922. Die Verbreitung der Oligochäten im Lichte der Wegenerischen Theorie der Kontinenten-Verschiebung und andere Fragen zur Stammesgeschichte und Verbreitung dieser Tiergruppe. Verhandelingen des Vereins für Naturwissenschaftliche Unterhaltung zu Hamburg 29(3): 45-79.
- 135. 1922. Oligochäten vom westlichen Vorderindien und ihre Beziehungen zur Oligochätenfauna von Madagaskar und den Seychellen. Jahrbuch der Hamburgischen Wissenschaftlichen Anstalten, Hamburg 38: 27-68, 8 text figs.
- 136. 1923. Oligochäten aus der Umgegend von Medan in Nord-west-Sumatra. Arkiv för Zoologi, Stockholm 15(14): 1-20, 6 text figs.
- 137. 1923. Oligochäten von Peru und Westpatagonien. Göteborgs Kungliga Vetenskaps och Vitterhets Samhälles Handlingar, Ny Tidsföljd (4), 27(6): 1-12, 4 text figs.
- 138. 1923. Die Oligochaeten der Wolga. Arbeiten des Biologischen Unteren-Wolgagau-Station, Saratow 7(1-2): 30-43.
- 139. 1923. Oligochäten von den warmeren Gebieten Amerikas und des Atlantischen Ozeans sowie ihre faunistischen Beziehungen. Mitteilungen aus dem Staatsinstitut und Zoologischen Museum in Hamburg 41: 71-83.
- 140. 1923. Ein Süsswasser-Höhlenoligochäten aus Bulgarien. Mitteilungen aus dem Staatsinstitut und Zoologischen Museum in Hamburg 41: 85-91.
- 141. 1924. Oligochäten von Hollandisch-Neuguinea. Nova Guinea Leiden, 's-Gravenhage 15 Zoology 1: 18-27, 6 text figs.
- 142. 1924. Oligochäten von Neuseeland und den Auckland - Campbell - Inseln, Nebst einigen anderen Pacifischen Formen. Videnskabelige Meddelelser fra Dansk Naturhistorisk Forening i København 75: 197-240, 8 text figs.
- 143. 1924. Oligochäten von Niederlandischen-Indien. Treubia, Buitenzorg 5: 397-401.

### 1925-1929
- 144. 1925. Regenwürmer aus dem nordlichen und ostlichen Spanien. Senckenbergiana, Frankfurt-a-Main 7:186-195.
- 145. 1926. Zur Kenntnis einhemischer und ausländischer Oligochäten. Zoologische Jahrbücher, Abteilung für Systematik, Jena 51: 255-328, 10 text figs.
- 146. 1926. Oligochaeten aus dem Gebiet der Wolga und der Kama. Arbeiten des Biologischen Unteren-Wolgagau-Station, Saratow 9: 1-11.
- 147. 1926. Pelodrilus bureschi, ein Süsswasser-Höhlenoligochät aus Bulgarien. Travaux de la Société Bulgare des Sciences Naturelles, Sofia 12: 57-66, 3 figs.
- 148. 1926. Zur Kenntnis der Oligochaeten des Baikal-Sees. Russische Hydrobiologische Zeitschrift, Saratow 5: 153-173, 2 pls.
- 149. 1926. Lumbricidae. Mitteilungen aus dem Zoologischen Museum in Berlin 12: 223-227.
- 150. 1926. Agriodrilus vermivorus aus dem Baikal-Sees, ein Mittleglied zwischen typischen Oligochäten und Hirudineen. Mitteilungen aus dem Staatsinstitut und Zoologischen Museum in Hamburg 42: 1-20, 1 pl., 1 fig.
- 151. 1926. Oligochaten aus dem Ryck bei Greifswalk und von benachbarten Meersgebieten. Mitteilungen aus dem Staatsinstitut und Zoologischen Museum in Hamburg 42: 21-29, 1 fig.
- 152. 1926. Schmarotzende Oligochäten nebst Erörterungen über verwandtschaftliche beziehungen der Archioligochäten. Mitteilungen aus dem Staatsinstitut und Zoologischen Museum in Hamburg 42: 91-103, 3 figs.
- 153. 1926. Bau, Verwandtschaftsverhältnisse und Lebensweise des Schmartozerenchyträiden, Aspidodrilus kelsalli Baylis. Mitteilungen aus dem Staatsinstitut und Zoologischen Museum in Hamburg 42: 137-151, 1 pl.
- 154. 1926. Schmardaella lutzi Mich., Oligochaeto endoparasitico de Hylidas Sud-americanas. Memorias do Instituto Oswaldo Cruz, Rio de Janeiro 19: 231-236, 1 fig. [German translation pp. 239–247]
- 155. 1926. Note sur les Oligochètes rapportés par M. Henri Gadeau de Kerville de son voyage zoologique en Syrie. Voyage Zoologique Gadeau de Kerrville Syrie 1: 351-354.
- 156. 1927. Oligochaeta in Grimpe. In: Wagler, G. Und E. Wagler (eds.) Leipzig: Tierwelt der Nord- und Ostsee. 6(9): 1-44, 38 figs.
- 157. 1927. Die Oligochätenfauna Braxiliens. Abhandlungen hrsg. von der Senckenbergischen Naturforschenden Gesellschaft, Frankfurt a. Main 40: 369-374.
- 158. 1927. Oligochäten aus Yünnan gesammelt von Prof. F. Silvestri. Bollettino del Laboratorio di Zoologia, Portici 21: 84-90, 2 figs.
- 159. 1927. Oligochaeta für 1915. Archiv für Naturgeschichte, Berlin 82: 234-246.
- 160. 1928. Oligochäten von Java, Sumba, und anderen hollandischen Sunda-Inseln. Treubia, Buitenzorg 10: 291-297, 2 figs.
- 161. 1928. Clitellata = Gürtelwürmer. Dritte Klasse der Vermes Polymera (Annelida). Kukenthal & Krumbach, Handbuch der Zoologie, Berlin 2(8): 1-112, 103 figs.
- 162. 1928. Oligochäten. In: Wissenschaftliche Ergebnisse der von F. Werner unternommenen zoologischen Expedition nach dem Anglo-Agyptischen Sudan (Kordofan) 1914. Denkschriften der Akademie der Wissenschaften, Wien 1901: 75-76.
- 163. 1928. Miscellanea oligochaetologica. Arkiv för Zoologi, Stockholm 20(A2): 1-15, 3 figs.
- 164. 1928. Die Oligochäten Borneos. Arkiv för Zoologi, Stockholm 20(A3): 1-60, 15 figs.
- 165. 1929. Oligochäten der Kamtschatka-Expedition 1908-1909. Annuaire du Musée Zoologique de l'Académie Impériale des Sciences, Leningrad 30: 315-329.
- 166. 1929. Zur Stammesgeschichte der Oligochäten. Zeitschrift für Wissenschaftliche Zoologie, Leipzig 134: 693-716, 1 fig.

### 1930-1934
- 167. 1930. Ein Schlangenähnlicher Regenwurm aus Bergwäldern der Insel Luzon. Philippine Journal of Science, Manila 41: 273-282, 1 pl.
- 168. 1930. Diagnosen einiger neuer Oligochäten aus Sumatra. Bulletin du Musée d'Histoire Naturelle de Belgique 6(2): 1-6, 4 figs.
- 169. 1930. Die Oligochaeten. Résultats Scientifiques du Voyage aux Indes Orientales Néerlandaises de LL.AA.RR. Le Prince et la Princesse Léopold de Belgique. Bulletin du Musée d'Histoire Naturelle de Belgique (Hors-série) 2(5): 1-26, 12 figs.
- 170. 1930. Michaelsen, W., and Verescagin, G. Oligochaeten aus dem Selenga-Gebiete des Baikalsees. Travaux de la Commission pour l'Étude du Lac Bajkal, Petrograd 3: 213-226.
- 171. 1931. The Oligochaeta of China. Peking Natural History Bulletin 5(3): 1-24, 1 pl.
- 172. 1931. Pheretima (Archipheretima) ophiodes n.sp., ein eigentümlich bunter Regenwurm von den Philippinen. Mitteilungen aus dem Staatsinstitut und Zoologischen Museum in Hamburg 44: 85-90, 1 pl.
- 173. 1931. The Oligochaete fauna of China. Lingnam Science Journal, Canton 8: 157-166, 1 fig.
- 174. 1931. Die Oligochäten Belgiens. Bulletin du Musée d'Histoire Naturelle de Belgique 7(1): 1-10.
- 175. 1931. Ausländische opisthopore Oligochäten. Zoologische Jahrbücher, Abteilung für Systematik, Jena 61: 523-578, 20 figs.
- 176. 1932. Ein neuer Phreorycytes von der Tropeninsel Peolde Berhala. Miscellanea. Zoologica, Sumatra 71: 1-7, 1 fig.
- 177. 1932. Variations und Mutationsverhältnisse bei den Arten der Lumbricidengattung Eiseniella. Zeitschrift für Naturwissenschaften, Jena 67: 141-157, 1 fig.
- 178. 1932. Michaelsen and Boldt, W. Oligochaeta der deutschen limnogischen Sunda-Expedition. Archiv für Hydrobiologie, Stuttgart. Suppl. 9: 587-622, 10 figs, 12-13 pls.
- 179. 1932. Ein neuer Regenwurm aus Belgisch-Kongo. Bulletin du Musée d'Histoire Naturelle de Belgique 8(25): 1-5, 3 figs.
- 180. 1932. Neue Oligochaeten von Bali und Borneo. Bulletin du Musée d'Histoire Naturelle de Belgique 8(32): 1-11, 6 figs.
- 181. 1933. Süss- und Brackwasser-Oligochäten von Bonaire, Curacao und Aruba. Zoologische Jahrbücher, Abteilung für Systematik, Jena 64: 327-356, 1 pl.
- 182. 1933. Ein Panzer-oligochät aus dem Baikalsee. Zoologischer Anzeiger, Leipzig 102: 326-333, 3 figs.
- 183. 1933. Die Oligochätenfauna Surinames, mit Erörterung der verwandschaftlichen und geographischen Beziehungen der Octochätinen. Tijdschrift der Nederlandsch Dierkunde Vereeniging, Leiden 3(3): 112-131, 1 fig, 3 pls.
- 184. 1933. Opisthopore Oligochäten aus dem mittleren und dem südlichen Afrika hauptsächlich gesammelt von Dr. F. Haas während der Schomburh-Expedition 1931-32. Abhandlungen hrsg. von der Senckenbergischen Naturforschenden Gesellschaft, Frankfurt a. Main 40: 411-433, 7 figs.
- 185. 1933. Über Höhlen-Oligochäten. Mitteilungen Höhlen-Universität Karstf., Berlin 1: 1-19, 4 figs.
- 186. 1934. Oligochäten von Niederländisch-Indien. Archives Néerlandaises de Zoologie, Leiden 1: 100-117, 6 figs., 2 pls.
- 187. 1934. Oligochaeta from Sarawak. Quarterly Journal of Microscopical Science, London (n.s.) 77: 1-49, 18 figs., 1 pl.
- 188. 1934. Ein neuer Strand-Enchyträide von Helgoland. Zoologischer Anzeiger, Leipzig 108: 135-141, 5 figs.
- 189. 1934. Oligochäten von Französisch-Indochina. Archives de Zoologie Expérimentale et Générale, Paris 76: 493-546, 28 figs.
- 190. 1934. Opistopore Oligochäten des königlichen natur-historischen Museums von Belgien. Bulletin du Museum d'Histoire Naturelle de Belgique 10(25): 1-29, 17 figs.

### 1935-1938
- 191. 1935. Oligochaeten aus Peru. Capita Zoologica, 's-Gravenhage 6(2): 1-12, 6 figs.
- 192. 1935. Oligochaeta from Christmas Island, South of Java. Annals or Magazine of Natural History, London 10(15): 100-108.
- 193. 1935. Meebesstrand-Enchyträiden des südlichen Atlantischen Ozeans. Scientific Researches of the Norwegian Antarctic Expedition, Oslo 1(14): 1-7, 1 fig.
- 194. 1935. Die Opisthoporen Oligochäten Westindiens. Mitteilungen aus dem Zoologischen Museum in Hamburg 45: 51-64, 8 figs.
- 195. 1935. Oligochäten von Belgisch-Kongo. Revue de Zoologie et de Botanique Africaines, Tervueren 27: 33-95, 16 figs.
- 196. 1935. Oligochäten von Belgisch-Kongo. Revue de Zoologie et de Botanique Africaines, Tervueren 27: 182-242, 3 pl.
- 197. 1935. Das Wesen der Systematik, den jungen Kollegen an dem Beispiel des modernen Oligochätensystems erlaütert. Zoologischer Anzeiger, Leipzig 109: 1-19.
- 198. 1935. Eine interessante neue Tubificide aus dem Baikalsee. Travaux de la Station Limnologique du Lac Bajkal, Leningrad 6: 15-20, 3 figs.
- 199. 1935. Earthworms from South Western Australia. Journal of the Royal Society of Western Australia, Perth 21: 39-43, 1 fig.
- 200. 1935. Oligochaeta aus den Seen des Zentral-Altai. Explorations des Lacs de l'U.R.S.S., Leningrad 8: 298-300.
- 201. 1936. Oligochäten aus Chile und von der Osterinsel. Zoologischer Anzeiger, Leipzig 113: 193-200, 6 figs.
- 202. 1936. African and American Oligochaeta in the American Museum of Natural History. American Museum Novitates No. 843: 1-23.
- 203. 1936. Oligochäten von Belgisch-Kongo. II. Revue de Zoologie et de Botanique Africaines, Tervueren 28: 213-225, figs. 33-40.
- 204. 1936. Branchiura sowerbyi Beddard and its synonymy. Records of the Indian Museum, Calcutta 38: 95-96, 1 fig.
- 205. 1936. Zwei neue opisthopore Oligochaetenen. Festschrift für Embrik Strand Riga 1: 31-36, 3 figs.
- 206. 1936. Oligochäten von Belgisch-Kongo. III. Revue de Zoologie et de Botanique Africaines, Tervueren 29: 37-72, 3 pls.
- 207. 1937. Exploration du Parc National Albert. Oligochäten. Institut des Parcs Nationaux du Congo Belge, Brussels 5: 1-16, 4 figs.
- 208. 1937. Scientific results of an expedition to Rain Forest regions in Eastern Africa. VIII. Oligochaeta. Bulletin of the Museum of Comparative Zoology, Harvard 79: 433-477, 21 figs.
- 209. 1937. On a collection of African Oligochaeta in the British Museum. Proceedings of the Zoological Society of London, Series B, 107: 501-528, 1-4 pls.
- 210. 1937. On the genus Thamnodrilus Beddard. Proceedings of the Zoological Society of London 1172.
- 211. 1938. Einige interessante Pheretimen von Hollandisch-Neuguinea. Zoologischer Anzeiger, Leipzig. 121: 161-181, 10 figs.